# Пероль-ан-Прованс (кантон)
Перо́ль-ан-Прова́нс (фр. Peyrolles-en-Provence) — кантон во Франции, находится в регионе Прованс — Альпы — Лазурный Берег, департамент Буш-дю-Рон. Входит в состав округа Экс-ан-Прованс.
Код INSEE кантона — 1327. Всего в кантон Пероль-ан-Прованс входит 5 коммун, из них главной коммуной является Пероль-ан-Прованс.
Население кантона на 2008 год составляло 18 288 человек.

## Коммуны кантона
| Коммуна             | Население, чел. (1999) | Почтовый индекс | Код INSEE |
| ------------------- | ---------------------- | --------------- | --------- |
| Жук                 | 3321                   | 13490           | 13048     |
| Ле-Пюи-Сент-Репарад | 5112                   | 13610           | 13080     |
| Мерарг              | 3282                   | 13650           | 13059     |
| Пероль-ан-Прованс   | 3914                   | 13860           | 13074     |
| Сен-Поль-ле-Дюранс  | 928                    | 13115           | 13099     |